# Matthias Hamrol
Matthias Hamrol (Troisdorf, 31 december 1993) is een Duits voormalig voetballer die speelde als doelman. Tussen 2012 en 2023 was hij actief voor RB Leipzig II, VfL Wolfsburg II, SSV Reutlingen, 1. FC Köln II, Korona Kielce, FC Emmen, Wehen Wiesbaden, ZFC Meuselwitz en BFC Dynamo.

## Clubcarrière
Hamrol speelde in de jeugd van SF Troisdorf en daarna in de opleidingen van Borussia Mönchengladbach en RB Leipzig. Bij die laatste club speelde hij zes duels in het beloftenteam. Hierna verdedigde hij achtereenvolgens het doel van VfL Wolfsburg II, SSV Reutlingen en 1. FC Köln II. In de zomer van 2017 verkaste de Duitser naar Polen, waar hij voor twee seizoenen tekende bij Korona Kielce. Zijn debuut in de Ekstraklasa maakte de doelman op 7 april 2018, toen met 1–1 gelijkgespeeld werd tegen Śląsk Wrocław en hij het gehele duel mee mocht spelen. Gedurende het seizoen 2018/19 groeide hij uit tot eerste keuze in het doel. Na het aflopen van zijn verbintenis verkaste Hamrol medio 2019 naar FC Emmen, waar hij zijn handtekening zette onder een verbintenis voor de duur van twee seizoenen met een optie op een derde jaar. Na een jaar vertrok hij weer zonder speelminuten voor de Drentse club om voor Wehen Wiesbaden te gaan spelen. Hamrol verliet Wehen Wiesbaden na een seizoen en in oktober 2021 vond hij in ZFC Meuselwitz een nieuwe club. Een jaar later verkaste de doelman naar BFC Dynamo. In de zomer van 2023 besloot Hamrol op negenentwintigjarige leeftijd een punt te zetten achter zijn actieve loopbaan.

## Clubstatistieken
| Seizoen | Club             | Competitie   | Competitie | Competitie | Beker | Beker | Internationaal | Internationaal | Totaal | Totaal |
| Seizoen | Club             | Competitie   | Wed.       | Dlp.       | Wed.  | Dlp.  | Wed.           | Dlp.           | Wed.   | Dlp.   |
| ------- | ---------------- | ------------ | ---------- | ---------- | ----- | ----- | -------------- | -------------- | ------ | ------ |
| 2012/13 | RB Leipzig II    | Sachsenliga  | 6          | 0          | —     | —     | —              | —              | 6      | 0      |
| 2013/14 | VfL Wolfsburg II | Regionalliga | 2          | 0          | —     | —     | —              | —              | 2      | 0      |
| 2014/15 | VfL Wolfsburg II | Regionalliga | 4          | 0          | —     | —     | —              | —              | 4      | 0      |
| 2015/16 | SSV Reutlingen   | Oberliga     | 28         | 0          | 1     | 0     | —              | —              | 29     | 0      |
| 2016/17 | 1. FC Köln II    | Regionalliga | 18         | 0          | —     | —     | —              | —              | 18     | 0      |
| 2017/18 | Korona Kielce    | Ekstraklasa  | 4          | 0          | 0     | 0     | —              | —              | 4      | 0      |
| 2018/19 | Korona Kielce    | Ekstraklasa  | 27         | 0          | 0     | 0     | —              | —              | 27     | 0      |
| 2019/20 | FC Emmen         | Eredivisie   | 0          | 0          | 0     | 0     | —              | —              | 0      | 0      |
| 2020/21 | Wehen Wiesbaden  | 3. Liga      | 0          | 0          | 0     | 0     | —              | —              | 0      | 0      |
| 2021/22 | ZFC Meuselwitz   | Regionalliga | 19         | 0          | 0     | 0     | —              | —              | 19     | 0      |
| 2022/23 | BFC Dynamo       | Regionalliga | 12         | 0          | 0     | 0     | —              | —              | 12     | 0      |
| Totaal  | Totaal           | Totaal       | 120        | 0          | 1     | 0     | 0              | 0              | 121    | 0      |